# Littorina saxatilis
Littorine des rochers, Littorine rugueuse
Espèce
Littorina saxatilis, la Littorine des rochers ou Littorine rugueuse, est une espèce de mollusques gastéropodes marins à coquille spiralée de la famille des Littorinidae.

## Répartition
Littorina saxatilis se rencontre dans les eaux tempérées à polaires dans l'Atlantique nord-est, dans l'Arctique, en Méditerranée et dans le Pacifique est. Cette espèce a été introduite en Californie.

## Description
La coquille de Littorina saxatilis mesure au maximum 19 mm de diamètre. Cette espèce a une durée de vie maximale de trois ans.

## Recherche scientifique
À la suite de la prolifération d'une algue toxique qui décima toute la population locale de Littorina saxatilis sur les îles Koster en Suède en 1988, des scientifiques ont réintroduit des individus de cette même espèce afin de préserver la biodiversité locale. Les individus ainsi réintroduits étaient d'un écotype différent, dit « crabe », de celui qui avait été décimé. Au bout de 30 ans, les chercheurs ont constaté que les individus réintroduits avaient évolué et retrouvé l'écotype dit « vague » qui était celui présent de base.

## Systématique
Le nom valide complet (avec auteur) de ce taxon est Littorina saxatilis (Olivi, 1792).
L'espèce a été initialement classée dans le genre Turbo sous le protonyme Turbo saxatilis Olivi, 1792,.
Ce taxon porte en français les noms vernaculaires ou normalisés suivants : Littorine des rochers, Littorine rugueuse.
Littorina saxatilis a une quantité impressionnante de synonymes :
- Litorina tenebrosa var. intermedia Forbes & Hanley, 1850
- Littorina nervillei var. major Pallary, 1924
- Littorina palliata var. turritella Schlesch, 1916
- Littorina rudis var. albida Dautzenberg, 1887
- Littorina rudis var. alticola Dacie, 1917
- Littorina rudis var. aurantia Dautzenberg, 1887
- Littorina rudis var. brevis Dautzenberg, 1887
- Littorina rudis var. conoidea Schlesch, 1916
- Littorina rudis var. fasciata Dautzenberg, 1887
- Littorina rudis var. finmarchia Herzenstein, 1885
- Littorina rudis var. globosa Jeffreys, 1865
- Littorina rudis var. globosa Martel, 1901
- Littorina rudis var. laevis Jeffreys, 1865
- Littorina rudis var. major Dautzenberg & H. Fischer, 1912
- Littorina rudis var. rubescens Monterosato, 1878
- Littorina rudis var. scotia S. M. Smith, 1979
- Littorina rudis var. similis Jeffreys, 1865
- Littorina rudis var. sulcata Martel, 1901
- Littorina rudis var. tenebrosapallida L. E. Adams, 1896
- Littorina rudis var. tessellata Dautzenberg, 1893
- Littorina saxatile saxatile sic
- Littorina saxatilis groenlandica var. sculpta Schlesch, 1931
- Littorina saxatilis groenlandica Menke, 1830
- Littorina saxatilis jugosa var. bynei Dautzenberg & H. Fischer, 1912
- Littorina saxatilis jugosa var. tenuis James, 1968
- Littorina saxatilis jugosa (Montagu, 1803)
- Littorina saxatilis nigrolineata Gray, 1839
- Littorina saxatilis rudis var. rudissimoides James, 1968
- Littorina saxatilis rudis (Maton, 1797)
- Littorina saxatilis scotia Graham, 1988
- Littorina saxatilis tenebrosa var. biinterrupta Fischer-Piette & Gaillard, 1963
- Littorina saxatilis tenebrosa var. bizonaria James, 1963
- Littorina saxatilis tenebrosa var. elata Dautzenberg & H. Fischer, 1912
- Littorina saxatilis tenebrosa var. maculata Fischer-Piette & Gaillard, 1963
- Littorina saxatilis tenebrosa (Montagu, 1803)
- Littorina saxatilis var. bynei Dautzenberg & H. Fischer, 1912
- Littorina saxatilis var. clarilineata Fischer-Piette & Gaillard, 1971
- Littorina saxatilis var. elata Dautzenberg & H. Fischer, 1912
- Littorina saxatilis var. flammulata Dautzenberg & H. Fischer, 1912
- Littorina saxatilis var. fulva Dautzenberg & H. Fischer, 1912
- Littorina saxatilis var. fusca Dautzenberg & H. Fischer, 1912
- Littorina saxatilis var. gascae Fischer-Piette & Gaillard, 1971
- Littorina saxatilis var. groenlandica Menke, 1830
- Littorina saxatilis var. hieroglyphica Fischer-Piette, Gaillard & Jouin, 1961
- Littorina saxatilis var. intermedia Forbes & Hanley, 1850
- Littorina saxatilis var. interrupta Fischer-Piette, Gaillard & Jouin, 1961
- Littorina saxatilis var. laevis Jeffreys, 1865
- Littorina saxatilis var. lagunae Barnes, 1993
- Littorina saxatilis var. lineata Dautzenberg & H. Fischer, 1912
- Littorina saxatilis var. lugubris Dautzenberg & H. Fischer, 1912
- Littorina saxatilis var. lutea Dautzenberg & Durouchoux, 1900
- Littorina saxatilis var. matoni Dautzenberg & H. Fischer, 1912
- Littorina saxatilis var. nigra Fischer-Piette & Gaillard, 1971
- Littorina saxatilis var. nojensis Fischer-Piette & Gaillard, 1964
- Littorina saxatilis var. rubra Fischer-Piette & Gaillard, 1971
- Littorina saxatilis var. rubrolineata Fischer-Piette, Gaillard & Delmas, 1967
- Littorina saxatilis var. rudis (Maton, 1797)
- Littorina saxatilis var. salvati Fischer-Piette, Gaillard & Delmas, 1967
- Littorina saxatilis var. sanguinea Coen, 1933
- Littorina saxatilis var. sanguinea Dautzenberg & Durouchoux, 1900
- Littorina saxatilis var. sellensis Fischer-Piette & Gaillard, 1964
- Littorina saxatilis var. similis Jeffreys, 1865
- Littorina saxatilis var. tessellata Dautzenberg, 1893
- Littorina saxatilis var. tractibus Fischer-Piette, Gaillard & Jouin, 1961
- Littorina saxatilis var. trifasciata Dautzenberg & H. Fischer, 1912
- Littorina saxatilis var. zonata Daniel, 1883
- Littorina tenebrosa var. costulata Middendorff, 1849
- Littorina tenebrosa var. densecostulata Middendorff, 1849
- Littorina tenebrosa var. grisolacteus Middendorff, 1849
- Littorina tenebrosa var. intermedia Forbes & Hanley, 1850
- Littorina tenebrosa var. rubidus Middendorff, 1849
- Littorina tenebrosa var. tessellatus Middendorff, 1849
- Littorina tenebrosa var. zonatus Middendorff, 1849
- Litorina groenlandica Menke, 1830
- Litorina incarnata R. A. Philippi, 1846
- Litorina marmorata L. Pfeiffer, 1839
- Litorina rudis (Maton, 1797)
- Litorina sulcata Menke, 1830
- Litorina tenebrosa (Montagu, 1803)
- Littorina (Littorina) saxatilis (Olivi, 1792)
- Littorina (Littorivaga) saxatile sic
- Littorina (Littorivaga) saxatilis (Olivi, 1792)
- Littorina castanea Deshayes, 1843
- Littorina danieli Locard, 1886
- Littorina groenlandica Menke, 1830
- Littorina marmorata L. Pfeiffer, 1839
- Littorina neglecta W. Bean, 1844
- Littorina nervillei Dautzenberg, 1893
- Littorina nigrolineata Gray, 1839
- Littorina patula Thorpe, 1844
- Littorina rudis f. elatior Middendorff, 1849
- Littorina rudis (Maton, 1797)
- Littorina saxatile sic
- Littorina saxatilis f. abbreviata Dautzenberg & H. Fischer, 1912
- Littorina saxatilis f. conoidea Dautzenberg & H. Fischer, 1912
- Littorina saxatilis f. elongata Dautzenberg & H. Fischer, 1912
- Littorina saxatilis f. minor Dautzenberg & H. Fischer, 1912
- Littorina saxatilis G. Johnston, 1842
- Littorina saxoides Nardo, 1847
- Littorina simplex Reeve, 1857
- Littorina tenebrosa f. elatior Middendorff, 1849
- Littorina tenebrosa (Montagu, 1803)
- Littorina zonaria W. Bean, 1844
- Nerita rustica Nardo, 1847
- Turbo albocinctus Link, 1807
- Turbo davidis Röding, 1798
- Turbo diminutus Link, 1807
- Turbo groenlandicus Röding, 1798
- Turbo jugosus Montagu, 1803
- Turbo obligatus Say, 1822
- Turbo rudis Maton, 1797
- Turbo rudissimus G. Johnston, 1842
- Turbo saxatilis Olivi, 1792
- Turbo tenebrosus Montagu, 1803
- Turbo vestita Say, 1822

### Publication originale
- (it) Giuseppe Olivi, Zoologia Adriatica, ossia catalogo ragionato degli animali del golfo e della lagune di Venezia, Italie, 1792, 334 p. (lire en ligne), p. 312.